# اچ‌دی ۴۳۶۹۱
اچ‌دی ۴۳۶۹۱ یک ستاره است که در صورت فلکی ارابه‌ران قرار دارد.